# Manifest Pau-Brasil
El Manifest Pau-Brasil (també traduït com Manifest de poesia pau-brasil) és un article en portuguès de l'escriptor brasiler Oswald de Andrade, editat l'any 1924. Fou publicat en anglès a la Latin American Literary Review.
Va ser publicat amb el títol "Manifesto da poesia pau-brasil" al Correio da Manhã, el 18 de març de 1924, el mateix any que el Manifest surrealista, de l'escriptor André Breton. El Manifest (així com el llibre de poemes subsegüent, també titulat Pau-Brasil, 1925) demostra que el Brasil seguia plenament el moviment de les avantguardes europees. El text era, en aquell moment, una forma d'expressió postportuguesa, afirmada plenament i autònoma. Oswald defensa una poesia ingènua, en el sentit de no estar contaminada per regles preestablertes per pensar i fer art, bàsicament primitivista, encara que s'afegeix a aquesta manera d'escriure (associada al surrealisme) només en la voluntat de revelar el que és més primitiu de l'ésser humà. També s'hi troben altres característiques inspirades en la poesia d'avantguarda europea, com la síntesi expressada en l'obra de cubistes i expressionistes.
El manifest va ser desenvolupat per l'autor en un to de paròdia i festa, semblant a una prosa poètica guiada per aforismes, en el que s'anomenava a les avantguardes del llenguatge telegràfic, sota la influència del futurisme i el cubisme. Oswald hi expressa el desig que el Brasil esdevingui un cultiu d'exportació, com va ser el cas de l'arbre pau-brasil. També defensa que la seva poesia és un producte cultural que no deu res a la cultura europea i que fins i tot pot arribar a influir-hi.
L'autor busca fer un paper poètic original i espontani, tot i que cita algunes pautes per a la construcció d'un poema pau-brasiler, com la síntesi i la "desviació lingüística", per exemple. S'enfronta a les formes d'art de l'època al Brasil, que encara estaven completament dominades per l'esperit d'imitació, proposant una poesia revolucionària, tot i que aquí no estem parlant de revolucions polítiques, i s'acosta més al surrealisme compromès d'André Breton. Aquest manifest pot ser considerat com la manifestació d'una avantguarda tropicalista, o primitivista.